# Bhopalwala
Bhopalwala é uma cidade do Paquistão localizada na província de Punjab.